# Нижчелуб'янська сільська рада
Нижчелуб'я́нська сільська́ ра́да — адміністративно-територіальна одиниця та орган місцевого самоврядування у Збаразькому районі Тернопільської області. Адміністративний центр — село Нижчі Луб'янки.

## Загальні відомості
Нижчелуб'янська сільська рада утворена в 1940 році.
- Територія ради: 20,61 км²
- Населення ради: 1 451 особа (станом на 2001 рік)
- Територією ради протікає річка Самець

## Населені пункти
Сільській раді підпорядковані населені пункти:
- с. Нижчі Луб'янки

## Склад ради
Рада складається з 16 депутатів та голови.
- Голова ради: Таращук Василь Степанович
- Секретар ради: Козак Надія Василівна

### Керівний склад попередніх скликань
| Прізвище, ім'я, по батькові | Основні відомості                                                 | Дата обрання | Дата звільнення |
| --------------------------- | ----------------------------------------------------------------- | ------------ | --------------- |
| Барилюк Володимир Тарасович | Сільський голова, 1962 року народження, безпартійний              | 26.03.2006   | 31.10.2010      |
| Чорний Володимир Павлович   | Сільський голова, 1949 року народження, освіта вища, безпартійний | 31.10.2010   | 22.01.2012      |
| Таращук Василь Степанович   | Сільський голова, 1976 року народження, освіта вища, безпартійний | 22.01.2012   |                 |

Примітка: таблиця складена за даними сайту Верховної Ради України

### Депутати
За результатами місцевих виборів 2010 року депутатами ради стали:

#### За суб'єктами висування
| Суб'єкт висування | Кількість обраних депутатів | %   |
| ----------------- | --------------------------- | --- |
| Самовисування     | 16                          | 100 |

#### За округами
| № округу | Прізвище, ім'я, по батькові    | Дата визнання обраним | Освіта  | Партійна приналежність                        | Відомості про обраного депутата                   |
| -------- | ------------------------------ | --------------------- | ------- | --------------------------------------------- | ------------------------------------------------- |
| 1        | Галиш Іван Ярославович         | 01.11.2010            | середня | позапартійний                                 | тимчасово не працює                               |
| 2        | Яремчук Володимир Ярославович  | 01.11.2010            | вища    | позапартійний                                 | Лановецьке ВДАЇ, інспектор                        |
| 3        | Жварун Ярослав Семенович       | 01.11.2010            | середня | член Української Народної Партії              | пенсіонер                                         |
| 4        | Клопотюк Петро Степанович      | 01.11.2010            | середня | позапартійний                                 | тимчасово не працює                               |
| 5        | Жила Володимир Степанович      | 01.11.2010            | середня | позапартійний                                 | приватний підприємець                             |
| 6        | Бічак Ігор Анатолійович        | 01.11.2010            | середня | позапартійний                                 | тимчасово не працює                               |
| 7        | Мельник Зеновій Антонович      | 01.11.2010            | середня | позапартійний                                 | Збаразька ЦРКЛ, зввіділом                         |
| 8        | Вербицька Наталія Євгенівна    | 01.11.2010            | вища    | позапартійна                                  | загальноосвітня школа, вчитель                    |
| 9        | Смітюх Ніна Юріївна            | 01.11.2010            | середня | позапартійна                                  | Дитсадок, бухгалтер                               |
| 10       | Жила Ірина Богданівна          | 01.11.2010            | вища    | член Всеукраїнського об'єднання «Батьківщина» | Тернопільська дирекція УДППЗ, заступник директора |
| 11       | Яремчук Віра Тарасівна         | 01.11.2010            | вища    | позапартійна                                  | Дитсадок, музичний керівник                       |
| 12       | Кондзерський Ігор Валентинович | 01.11.2010            | середня | позапартійний                                 | Збаразький РДЛВМ, охоронець                       |
| 13       | Гук Ярослава Григорівна        | 01.11.2010            | вища    | позапартійна                                  | загальноосвітня школа, вчитель                    |
| 14       | Комендат Галина Василівна      | 01.11.2010            | вища    | позапартійна                                  | ТОВ «Корпорація Ватра», інженер                   |
| 15       | Козак Марія Богданівна         | 01.11.2010            | вища    | позапартійна                                  | загальноосвітня школа, вчитель                    |
| 16       | Козак Надія Василівна          | 01.11.2010            | вища    | позапартійна                                  | Нижчелубянська с.р.                               |